# Mesosfære (kappen)
 For alternative betydninger, se Mesosfære. (Se også artikler, som begynder med Mesosfære)
Mesosfæren ((græsk):mēsos for 'i midten' og sphaîra for kugle) ligger mellem asthenosfæren og Jordens ydre kerne, og er den nederste del af Jordens kappe. Mesosfærens øvre grænse, mod asthenosfæren, findes i ca. 350 km dybde. Dens nedre grænse mod den ydre kerne findes i ca. 2880 km dybde. Mesosfæren er i fast form og den nedre del af mesosfæren er meget varm. Mesosfæren har den samme kemiske sammensætning som resten af kappen (silikater), men da trykket er meget højere her, er materialet mere stift, trods den højere temperatur.

## Mesosfærens mineraler
Mesosfærens nedre grænse er skarpt defineret ud fra de seismiske bølgers hastighedsændringer. P-bølgernes hastighed falder fra ca. 13,5 km/s til ca. 8 km/s, mens de væskeintolerante S-bølgers hastighed falder fra ca. 7 km/s til nul. Asthenosfære/mesosfære-grænsen er mindre skarp. Internt i mesosfæren er der to diskontinuiteter. I 400 km dybde (1200 °C) omdannes forsterit (Mg2SiO4) til γ-forsterit i spinelstruktur. Den er 10 % tættere og omdannelsen foregår ved tryk fra 141 til 180 kilobar. I 650 km degenererer γ-forsterit til MgSiO3 i perovskitstruktur og MgO i halitstruktur. Disse er 9 % tættere. Dette er konklusioner fra laboratorieforsøg med diamantambolte, der var under 1000 °C for ikke at antænde diamanterne. Olivin (herunder forsterit), pyroxen og granater dominerer den øvre kappe, og hverken pyroxen eller granater udviser faseændringer ved forsøgene. Kappen forudsættes at være kemisk homogen.
Der er dog et forklaringsproblem ved forsøgene, idet omdannelsen af γ-forsterit beregnes til at foregå i et 20 km tykt lag, mens 650 km-diskontinuiteten er målt til at være under 4 km tyk. Enten er mesosfæren kemisk lagdelt eller også omdannes pyroxen og granater ved højere temperaturer end de temperaturer diamantamboltene kunne tåle.
I 2004 gennemførte forskere fra Tokodai (Tokyos teknologiske institut) forsøg med LHDAC-teknikken (Laser-Heated Diamond Anvil Cell). De konkluderede, at perovskit-strukturen blev omdannet til en post-perovskit fase ved 125 gigapascal og 2.500 kelvin, svarende til forholdene i 2.700 km dybde. Et ca. 150 km tykt lag af post-perovskit i bunden af mesosfæren kan forklare de seismiske bølgers diskontinuitet i 2.740 km dybde.
Den 2. juni 2014 godkendte International Mineralogical Association (IMA) MgSiO3 i perovskitstruktur og navngav det bridgmanit, efter Nobelpristageren Percy W. Bridgman. Mineralet er fundet i en 4,5 milliarder år gammel meteorit, der faldt ned i Australien i 1879.